# St Lawrence Ground
Il St Lawrence Ground è un campo da cricket situato a Canterbury, nel Kent, in Inghilterra. È lo stadio di casa del Kent County Cricket Club e, dal 2013, è conosciuto come The Spitfire Ground, St Lawrence per motivi di sponsorizzazione commerciale. Fondato nel 1847, è uno dei campi più antichi al mondo in cui si disputa cricket di prima classe. Lo stadio ospita la Canterbury Cricket Week, considerato il più antico festival di cricket a livello mondiale.
Tra le caratteristiche distintive del campo vi è la presenza di un tiglio, noto come il tiglio di St Lawrence, che si trovava all’interno del terreno di gioco, una peculiarità condivisa con pochi altri impianti di cricket di prima classe.
La capacità dello stadio è stata incrementata a circa 15 000 posti nel 2000. Nel corso degli anni, lo St Lawrence Ground ha ospitato quattro partite internazionali di cricket One Day International (ODI): nel 1999, nell’ambito della Coppa del Mondo di cricket, e successivamente nel 2000, 2003 e 2005. Nel settembre 2011, lo stadio ha ospitato la prima partita sperimentale diurna/notturna del County Championship.

## La particolarità del tiglio
La maggior parte dei campi da cricket presenta una superficie di gioco priva di alberi o arbusti; il St Lawrence Ground rappresentava un'eccezione significativa a questa regola. Al momento dell’inaugurazione del campo nel 1847, infatti, esso era stato costruito attorno a un tiglio preesistente, che all’epoca aveva circa quarant’anni. La presenza dell’albero all’interno dell’area di gioco comportava l’applicazione di regole locali specifiche: i tiri che colpivano l’albero venivano conteggiati come quattro, anche se la palla rimbalzava prima di superare la corda di confine, e nessun battitore poteva essere eliminato per un catch al volo o al rimbalzo in corrispondenza dell’albero.
Nel corso della storia del campo, solo quattro giocatori sono riusciti a colpire la palla oltre il tiglio segnando un sei: Arthur 'Jacko' Watson del Sussex nel 1925, Learie Constantine delle Indie Occidentali nel 1928, Jim Smith del Middlesex nel 1939 e Carl Hooper del Kent nel 1992.
Negli anni Novanta, al tiglio fu diagnosticata una malattia fungina che comprometteva il cuore dell’albero, portando alla sua capitozzatura per stimolare nuova crescita. Questa operazione ridusse l’altezza dell’albero da oltre 37 metri a circa 27 metri. Il 7 gennaio 2005, forti venti provocarono la rottura del tronco, uccidendo l’albero secolare e lasciando un moncone di 2,1 metri. Il legno dell’albero morto fu successivamente lavorato in souvenir, distribuiti tra i sostenitori.
Un nuovo tiglio fu piantato fuori dall’area di gioco nel 1999 da EW Swanton, con l’intento di sostituire l’albero originario. Nel marzo 2005, il club spostò il nuovo tiglio all’interno dell’area di gioco, sebbene l’albero misurasse meno di 1,8 metri di altezza. Tuttavia, la riqualificazione del lato nord del terreno nel 2017 comportò lo spostamento anticipato del confine di gioco, impedendo che l’albero facesse nuovamente parte dell’area di gioco.

## Altri usi
Il St Lawrence Ground è stato utilizzato anche come location per numerosi eventi musicali. Il primo concerto registrato sul terreno risale al 2006, con l’esibizione di Elton John. Negli anni successivi, durante il periodo estivo, sono stati organizzati concerti con palco temporaneo posizionato all’estremità di Nackington Road, che hanno visto la partecipazione di artisti come i Madness, Olly Murs, Bryan Adams, Tom Jones e Michael Bublé.
Il campo ospita inoltre lo Spiegeltent nell’ambito del Canterbury Festival, un festival artistico che si svolge annualmente in città nel periodo autunnale. Le strutture del terreno possono essere affittate per varie tipologie di eventi, mentre il bar e il negozio di articoli da cricket rimangono aperti durante tutto l’anno.
Ogni anno, in occasione della notte di Guy Fawkes, presso il St Lawrence Ground si tiene uno spettacolo pirotecnico.